# Люсьєн Меттомо
Люсьєн Меттомо (фр. Lucien Mettomo, нар. 19 квітня 1977, Дуала) — камерунський футболіст, захисник.

## Клубна кар'єра
У дорослому футболі дебютував 1995 року виступами за команду клубу «Тоннер», в якій провів один сезон, взявши участь у 26 матчах чемпіонату.
Своєю грою за цю команду привернув увагу представників тренерського штабу французького клубу «Сент-Етьєн», до складу якого приєднався 1996 року. Відіграв за команду з Сент-Етьєна наступні п'ять сезонів своєї ігрової кар'єри.
2001 року уклав контракт з англійським «Манчестер Сіті», у складі якого провів наступні два роки своєї кар'єри гравця.
З 2003 року три сезони грав у Німеччині, захищав кольори «Кайзерслаутерна».
Протягом 2006–2007 років встиг пограти у складі турецького «Кайсері Ерджієсспора», швейцарського «Люцерна» та англійського «Саутгемптона».
2008 року приєднався до складу грецького клубу «Верія», в команді якого грав до 2009.

## Виступи за збірну
1997 року дебютував в офіційних матчах у складі національної збірної Камеруну. До припинення викликів до лав національної команди у 2005 провів у її формі 29 матчів, забивши 1 гол.
У складі збірної був учасником чемпіонату світу 2002 року в Японії і Південній Кореї, а також розіграшу Кубка Конфедерацій 2003 року у Франції, де разом з командою здобув «срібло».
Учасник усіх чотирьох розіграшів Кубка африканських націй, що проводилися протягом 1998–2002 років, у тому числі двох переможних для камерунців турнірів — розіграшу 2000 року, що проходив в Гані та Нігерії, та розіграшу 2002 року в Малі.

## Титули і досягнення
- Володар Кубка африканських націй (2):

2000, 2002